# Différences théologiques entre l'Église catholique et l'Église orthodoxe

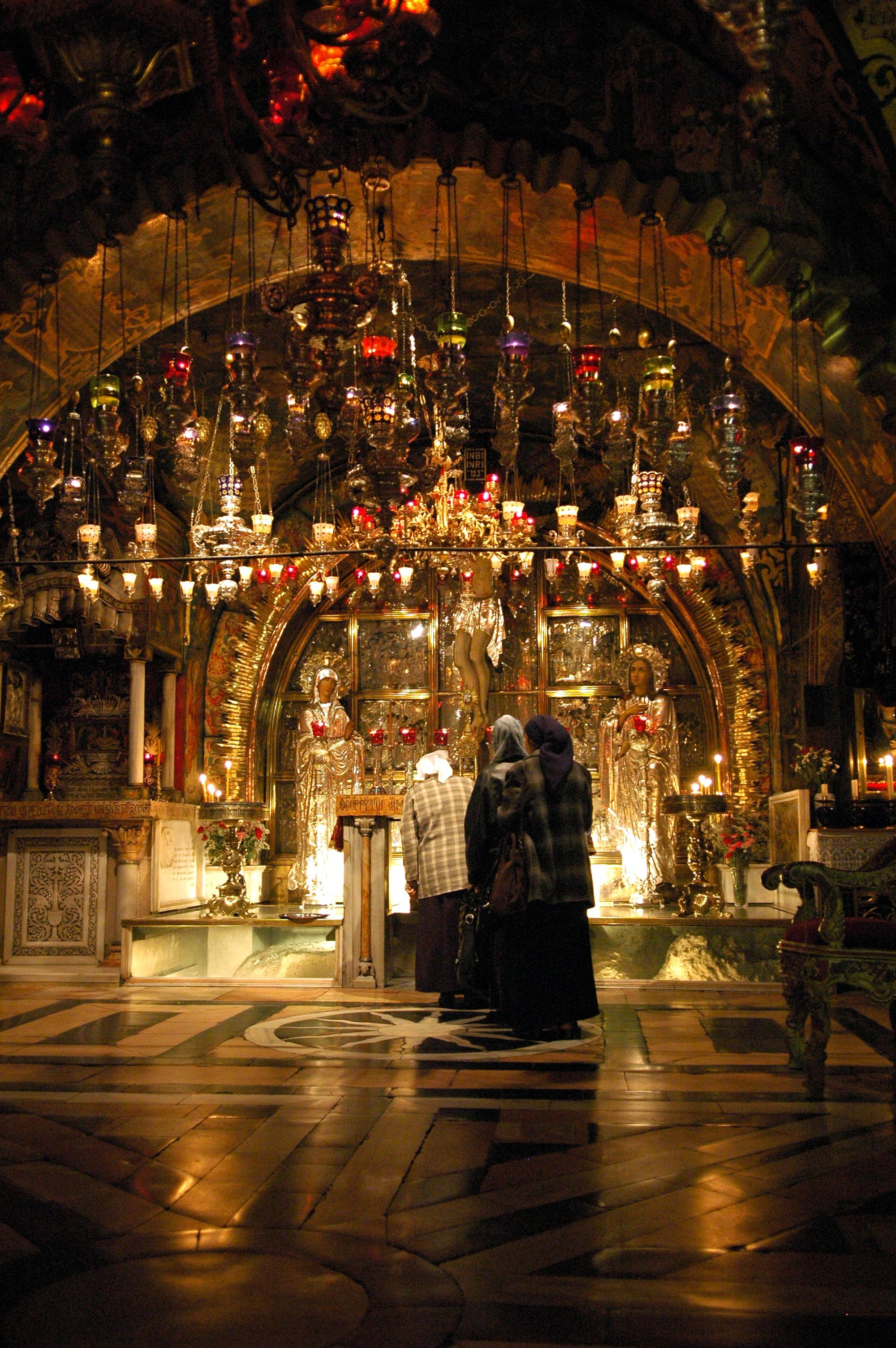
L'église du Saint-Sépulcre de Jérusalem, haut lieu de pèlerinage chrétien et source de conflits entre catholiques et orthodoxes.

Évoquer les différences théologiques entre l'Église catholique et l'Église orthodoxe suppose d'admettre en premier lieu la pluralité des Églises orthodoxes elles-mêmes. L'Église orthodoxe est constituée d'un certain nombre d'Églises autocéphales qui se reconnaissent mutuellement, à la notable exception de l'Église orthodoxe en Amérique et de l'Église orthodoxe d'Ukraine et de Russie qui ne sont pas unanimement reconnues (ni reconnues par les mêmes Églises).
Ici ne seront abordées en détail que les différences entre l'Église orthodoxe et l'Église catholique.
La séparation entre les Églises d'Orient et d'Occident est historiquement reliée au schisme de 1054, et surtout au sac de Constantinople en 1204. Depuis, les évolutions respectives ont permis l'apparition de différences liturgiques, dogmatiques et théologiques. 
Schématiquement, on peut mettre en exergue, d'une part cinq points dogmatiques sur lesquels s'opposent orthodoxes et catholiques, d'autre part plusieurs différences mineures.

## Les points dogmatiques

### La procession du Saint Esprit
Cette différence est probablement la plus importante, et est davantage d'ordre ecclésiologique. Les orthodoxes insistent sur la monarchie du Père et sur sa personne comme source unique de la divinité. La théologie latine, selon son génie analytique, est allée plus avant et selon des termes que le génie oriental désapprouve. Ainsi, d'après les orthodoxes, le Saint-Esprit ne procède que du Père, comme le Fils ne procède que du Père. Pour les catholiques, le Saint-Esprit est « spiré » par le Père et le Fils. Il procède donc de la spiration des deux personnes comme d'un seul principe. Pour les orthodoxes, ce seul principe, c'est la personne du Père.

### L'évêque de Rome
Ce sujet est parfois qualifié de sujet de dissension majeur. Les Églises orthodoxes considèrent le Pape catholique comme le patriarche de Rome. En cas de Concile œcuménique, elles lui reconnaissent une primauté d’honneur et non une place comme chef de l’Église, cette place étant pour eux celle du Christ. Les églises orthodoxes ne définissent pas ce que cette primauté d'honneur contient concrètement, et n'admettent pas que le pape ait une autorité juridictionnelle au niveau universel, a fortiori lorsque celle-ci s'exerce sans collégialité. 
Les orthodoxes ne reconnaissent pas la juridiction directe et universelle sur l'ensemble de l'Église et sur chacun des fidèles. L’infaillibilité papale en matière de foi et mœurs, qui fut proclamée dogmatiquement par le concile Vatican I, n'est pas reconnue non plus. De plus, d'après les orthodoxes, l'Église de Rome ayant erré dans la foi, la primauté est passée au siège de Constantinople.
Notons que le patriarche de Constantinople n'a pas juridiction sur les autres patriarcats.

### Les sacrements
Chez les orthodoxes et chez les catholiques, l'indissolubilité du mariage est admise. En revanche, dans le christianisme orthodoxe, l'infidélité d'un des deux époux rend un mariage caduc. Autrement dit, les orthodoxes ne divorcent pas stricto sensu, mais considèrent que, si le sacrement a bien eu lieu, le mariage est rompu pour cause d'infidélité. 
En ce qui concerne l'eucharistie, les orthodoxes croient en la présence réelle mais ne l'expliquent pas. Ils tiennent aussi que ce ne sont pas les paroles de l'institution qui réalisent la présence réelle mais l'épiclèse faite en communauté. Ils considèrent, en outre, qu'il n'y a pas d'épiclèse dans la messe romaine.
Quant à l'ordination, les hommes mariés peuvent être ordonnés mais, s'ils deviennent veufs, ils ne peuvent se remarier. Les évêques sont choisis chez les moines (les moines sont tous célibataires). En cela, l'Église orthodoxe se rapproche des catholiques de rites orientaux.
L'âge du baptême ou de la confirmation varie également entre catholiques et orthodoxes[réf. souhaitée].

### Les fins dernières
Sur la question des fins dernières, pour les catholiques, le purgatoire est un dogme de foi. Les catholiques croient également qu'il y a, après la mort, un jugement personnel définitif. Pour les orthodoxes, il n'y a pas de purgatoire. Quant à l'enfer, il ne sera éternel qu'après le jugement dernier. D'ici là, la prière de l'Église orthodoxe peut faire sortir des âmes de l'enfer et peut faire que certaines âmes se convertissent post-mortem.

### La Vierge Marie
Pour les catholiques comme pour les orthodoxes, Marie est Théotokos, c'est-à-dire « Mère de Dieu ». Les orthodoxes n'ont pas défini de dogme concernant la fin de la vie de la Vierge. Ils ne parlent pas d'Assomption mais de Dormition. La plus grande difficulté repose dans l'Immaculée Conception. Ce dogme, comme celui  de l'infaillibilité pontificale, est né après le schisme. Pour les orthodoxes, Marie a été rendue pure après sa conception, soit dans le sein de sa mère, soit à l'Annonciation, et non par les mérites du Christ, mais par les siens propres. En outre, les orthodoxes considèrent que l'Immaculée Conception contrevient au caractère universel de sa vocation, puisqu'elle seule en a bénéficié, ce qui réduit son fiat. N'est donc immaculée que la conception du Christ en son sein. 
On peut ajouter que les catholiques croient en la virginité de Joseph, quand les orthodoxes pensent qu'il a été marié avant d'épouser Marie. Puis, devenu veuf, il a pris une seconde épouse - sans jamais avoir eu de relation sexuelle avec elle. Ainsi, Marie est vierge mais pas son époux.
Joseph est considéré comme un saint par les deux Églises puisqu'elles ont en commun, à peu d'exceptions près, tous les saints des premiers siècles à 1054.

## Les différences mineures
Il existe d'autres différences : à titre d'illustration, la théologie orthodoxe est plus centrée sur la praxis, la contemplation et la divinisation, là où la théologie catholique est plus centrée sur la réflexion intellectuelle.
Lors des messes, les orthodoxes ne connaissent pas la position assise quand les catholiques alternent entre position debout (celle de l'homme ressuscité), assise (celle de l'écoute attentive) et à genoux (celle de l'adoration).
Le calendrier julien liturgique orthodoxe n'est pas le calendrier grégorien catholique, donc tous les chrétiens ne fêtent pas Noël ou Pâques au même moment.